# Atherigona miliaceae
Atherigona miliaceae este o specie de muște din genul Atherigona, familia Muscidae, descrisă de Malloch în anul 1925. Conform Catalogue of Life specia Atherigona miliaceae nu are subspecii cunoscute.